# Xã Normania, Quận Yellow Medicine, Minnesota
Xã Normania (tiếng Anh: Normania Township) là một xã thuộc quận Yellow Medicine, tiểu bang Minnesota, Hoa Kỳ. Năm 2010, dân số của xã này là 191 người.